# 통화 (연호)
통화(統和, 983년 6월 ~ 1012년 10월)은 요나라(거란국) 성종(聖宗) 야율 융서(耶律 隆緖)의 첫번째 연호이다. 29년 5개월 가량 사용하였다.

## 개원
- 건형(乾亨) 5년 6월 10일[1](983년 7월 22일)에 연호를 통화(統和)로 개원함.[2][3][4]

- 통화(統和) 30년 11월 1일[5](1012년 12월 16일)에 연호를 개태(開泰)로 개원함.[6][7][4]

## 연대 대조표
| 통화       | 원년                    | 2년                 | 3년             | 4년        | 5년        | 6년                          | 7년        | 8년             | 9년        | 10년       |
| 서기(西紀) | 983년                   | 984년               | 985년           | 986년      | 987년      | 988년                        | 989년      | 990년           | 991년      | 992년      |
| 간지(干支) | 계미(癸未)              | 갑신(甲申)          | 을유(乙酉)      | 병술(丙戌) | 정해(丁亥) | 무자(戊子)                   | 기축(己丑) | 경인(庚寅)      | 신묘(辛卯) | 임진(壬辰) |
| 북송(北宋) | 태평흥국 (太平興國) 8년 | 9년 옹희(雍熙) 원년 | 2년             | 3년        | 4년        | 5년 단공(端拱) 원년          | 2년        | 순화(淳化) 원년 | 2년        | 3년        |
| 통화       | 11년                    | 12년                | 13년            | 14년       | 15년       | 16년                         | 17년       | 18년            | 19년       | 20년       |
| 서기(西紀) | 993년                   | 994년               | 995년           | 996년      | 997년      | 998년                        | 999년      | 1000년          | 1001년     | 1002년     |
| 간지(干支) | 계사(癸巳)              | 갑오(甲午)          | 을미(乙未)      | 병신(丙申) | 정유(丁酉) | 무술(戊戌)                   | 기해(己亥) | 경자(庚子)      | 신축(辛丑) | 임인(壬寅) |
| 북송(北宋) | 순화(淳化) 4년          | 5년                 | 지도(至道) 원년 | 2년        | 3년        | 함평(咸平) 원년              | 2년        | 3년             | 4년        | 5년        |
| 통화       | 21년                    | 22년                | 23년            | 24년       | 25년       | 26년                         | 27년       | 28년            | 29년       | 30년       |
| 서기(西紀) | 1003년                  | 1004년              | 1005년          | 1006년     | 1007년     | 1008년                       | 1009년     | 1010년          | 1011년     | 1012년     |
| 간지(干支) | 계묘(癸卯)              | 갑진(甲辰)          | 을사(乙巳)      | 병오(丙午) | 정미(丁未) | 무신(戊申)                   | 기유(己酉) | 경술(庚戌)      | 신해(辛亥) | 임자(壬子) |
| 북송(北宋) | 함평(咸平) 6년          | 경덕(景德) 원년     | 2년             | 3년        | 4년        | 5년 대중상부 (大中祥符) 원년 | 2년        | 3년             | 4년        | 5년        |

## 동시대 연호

### 중국
송(宋)
- 태평흥국(太平興國) (976년 ~ 984년)
- 옹희(雍熙) (984년 ~ 988년)
- 단공(端拱) (988년 ~ 989년)
- 순화(淳化) (990년 ~ 994년)
- 지도(至道) (995년 ~ 997년)
- 함평(咸平) (998년 ~ 1003년)
- 경덕(景德) (1004년 ~ 1008년)
- 대중상부(大中祥符) (1008년 ~ 1016년)

대리국(大理國)
- 명정(明政) (969년 ~ 985년)
- 광명(廣明) (986년 ~ 988년)
- 명성(明聖) (989년 ~ 991년)
- 명통(明統) (992년 ~ 996년)
- 명치(明治) (997년 ~ 1005년)
- 명응(明應) (1006년 ~ 1009년)
- 명계(明啓) (1010년 ~ 1022년)

호탄 왕국(于闐)
- 중흥(中興) (978년 ~ 985년)
- 천흥(天興) (986년 ~ 999년)

기타
- 이순(李順) 응운(應運) (994년)
- 왕균(王均) 화순(化順) (1000년)

### 베트남
전 레 왕조(前黎朝)
- 티엔푹(天福) (980년 ~ 988년)
- 흥통(興統) (989년 ~ 993년)
- 응티엔(應天) (994년 ~ 1007년)
- 까인투이(景瑞) (1008년 ~ 1009년)

리 왕조(李朝)
- 투언티엔(順天) (1010년 ~ 1028년)

### 일본
- 에이간(永觀) (983년 ~ 985년)
- 간나(寬和) (985년 ~ 987년)
- 에이엔(永延) (987년 ~ 989년)
- 에이소(永祚) (989년 ~ 990년)
- 쇼랴쿠(正曆) (990년 ~ 995년)
- 조토쿠(長德) (995년 ~ 999년)
- 조호(長保) (999년 ~ 1004년)
- 간코(寬弘) (1004년 ~ 1012년)
- 조와(長和) (1012년 ~ 1017년)

## 같이 보기
- 중국의 연호 목록